# High Wycombe
High Wycombe, často pouze Wycombe, je město ve Spojeném království, na jihovýchodě Anglie v hrabství Buckinghamshire 47 km na západoseverozápad od Charing Crossu v Londýně; tato informace je uvedena na domě na náměstí Corn Market. Město leží také 21 km na jihojihovýchod od Aylesbury, 38 km na jihovýchod od Oxfordu, 25 km na severovýchod od Readingu a 12 km na sever od města Maidenhead.
Podle oficiálního odhadu pro rok 2016 žije v High Wycombe 125 257 obyvatel, je to druhé největší město v hrabství Buckinghamshire po Milton Keynes. Městská aglomerace, jejíž největší součást High Wycombe tvoří, však má 133 204 obyvatel.

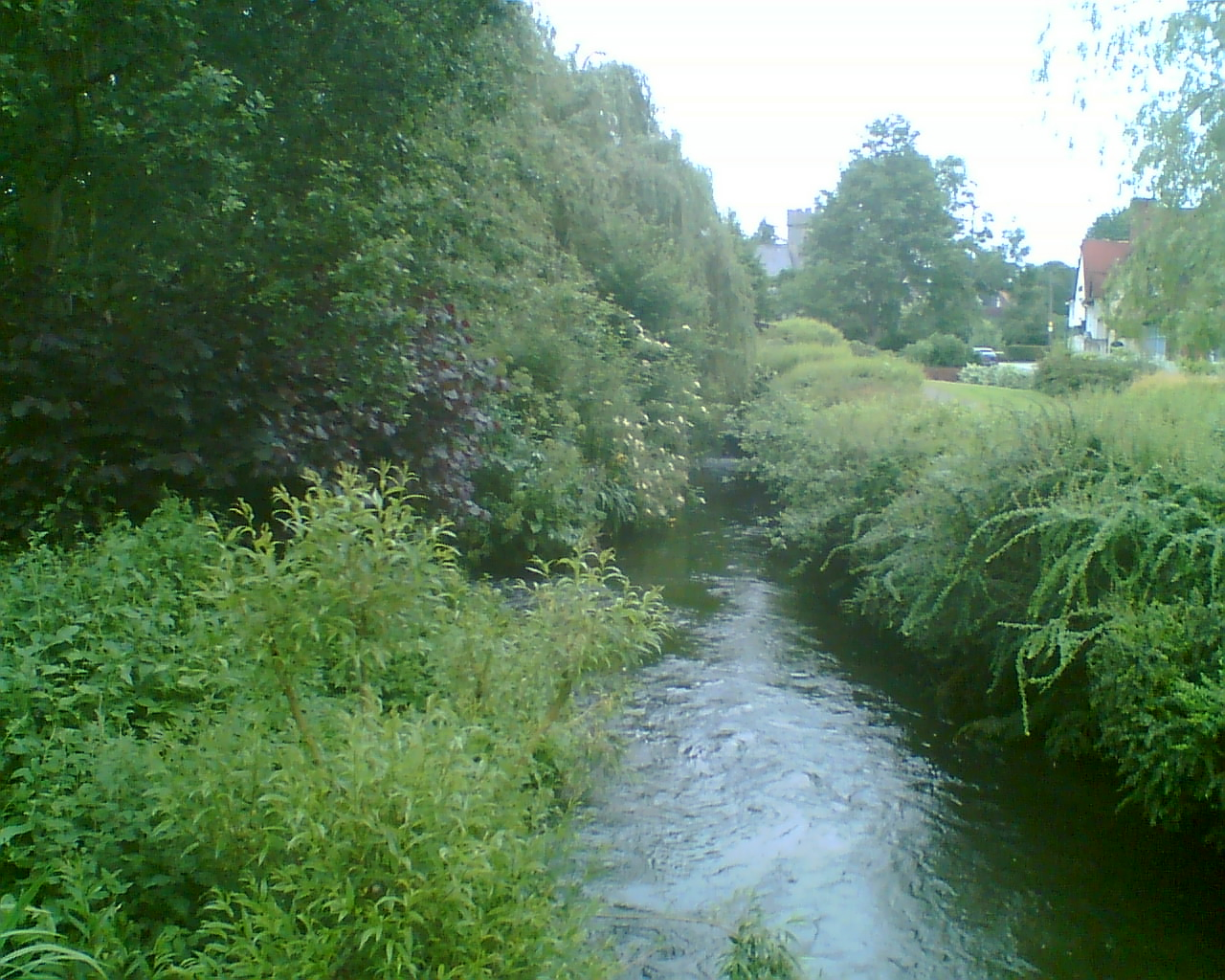
Řeka Wye poblíž Wooburnu

Město High Wycombe mívalo přezdívku „anglické hlavní město nábytku“. Jeho průmyslovou minulost odráží motto Industria ditat.
Město leží v hlubokém údolí. V ulici High Street, která je pěší zónou s georgiánskými domy, se už od středověku konají trhy (vždy v úterý, pátek a sobotu) a stále je tam možné nakupovat produkty farem z okolí.
K pamětihodnostem patří Malá tržnice (zvaná též Pepřenka) architekta Roberta Adama nebo radnice s podloubím. Ve městě je největší farní kostel v hrabství, postavený ve 12. století, a za ním se nachází Wycombské muzeum.

## Dějiny

### Nejstarší dějiny

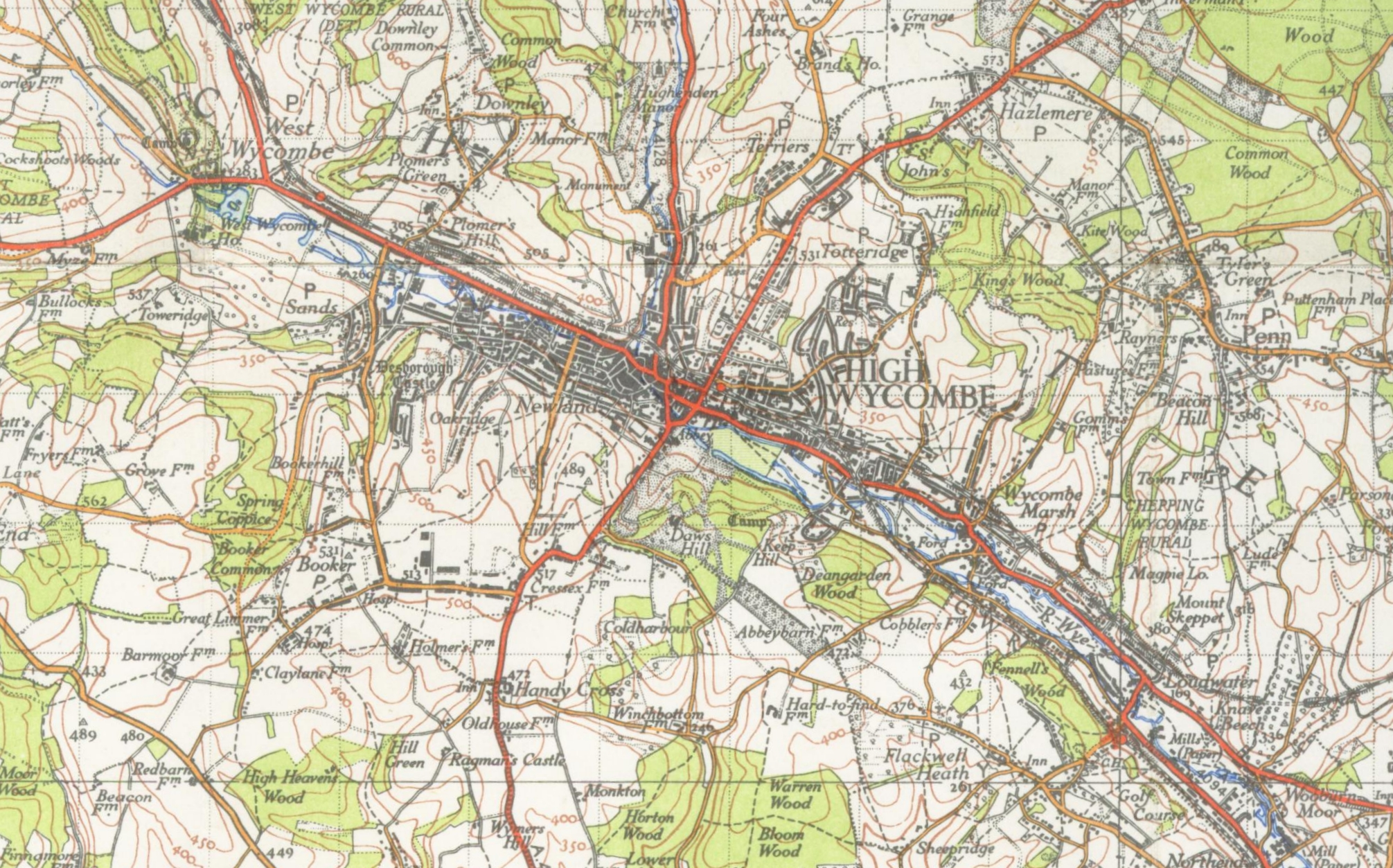
Mapa města Wycombe z roku 1945

Pojmenování Wycombe na první pohled pochází z názvu řeky Wye a starého anglického výrazu pro zalesněné údolí (combe), ale podle slovníku Oxford English Dictionary of Place-Names toto jméno, poprvé zaznamenané v letech 799–802 v podobě „Wichama“, s větší pravděpodobností vzniklo ze staroanglického slova „wic“ a množného čísla staroanglického „ham“; ke jménu řeky se připodobnilo později.
Wycombe se objevil v Knize posledního soudu Domesday Book z roku 1086 s tím, že má šest mlýnů. Ve městě bývala římská vila (postavená mezi léty 150–170 našeho letopočtu), kde probíhaly třikrát vykopávky, naposled v roce 1954. Na místě, kde se nachází park Rye, byly objeveny mozaiky a lázně.
První doklad o existenci osady „Wicumun“ pochází z roku 970. Farní kostel byl vysvěcen biskupem z Worcesteru Wulfstanem v roce 1086.

### Od 13. století
Město získalo právo konat trhy v roce 1222 a první radnici v roce 1226, tržnici později, v roce 1476.
Alan Basset, baron z Wycombe, byl přítomný při podpisu Velké listiny práv a svobod králem Janem Bezzemkem dne 15. června 1215

### 17. až 19. století
V High Wycombe ve středověku a později zůstávaly mlýny, zhotovovaly se tam krajky a látky. Město bylo zastávkou na cestě z Oxfordu do Londýna a mnoho cestujících přebývalo v jeho hospodách. V 17. a 18. století se v High Wycombe vyráběl papír. Nejvíce město proslulo v 19. století výrobou nábytku, kvůli ubytování velkého počtu dělníků a jejich rodin byly na východ a na západ od města postaveny řadové domy. V roce 1875 se odhaduje, že se ve městě zhotovovalo 4 700 židlí denně. Počet obyvatel vzrostl z 13 000 v roce 1881 na 29 000 v roce 1928.
High Wycombe byl v 19. století domovem premiéra Benjamina Disraeliho.

### 20. a 21. století
Ve 20. letech se část města změnila ve slum. Mnoho domů ve velmi špatném stavu bylo v roce 1932 zbouráno a se obyvatelé přestěhovali do ulic na svazích nad městem. Ale například v ulici St. Mary's Street se nacházely krásné staré domy s doklady podoby architektury v 18. a 19. století.
Od roku 1940 do 1968 na nedaleké základně RAF High Wycombe sídlilo velitelství Bomber Command Royal Air Force.
V 60. letech střed města přestavěli, zbořili většinu starých domů a řeku Wye svedli do podzemí. Byla postavena nákupní střediska s vícepatrovými parkovišti, kancelářské budovy, nadchody a kruhové objezdy. K High Wycombe byla připojena nejen řada předměstí, např. Booker, Bowerdean, Castlefield, Cressex, Daws Hill, Green Street, Holmers Farm, Micklefield, Sands, Terriers, Totteridge, Downley a Wycombe Marsh, ale také některé blízké vesnice: Hazlemere a Tylers Green.
Ačkoli se město nachází v hrabství Buckinghamshire, které patří k nejbohatším v zemi, Wycombe má i několik značně chudých míst.
Ve městě sídlí univerzita Buckinghamshire New University (v Queen Alexandra Road).

## Ze života města
- Vážení starosty (Mayor Making)

Od roku 1678 se ve městě provozuje pozoruhodný obřad, takzvané vážení starosty města. Starosta je každoročně v květnu přímo před očima veřejnosti zvážen, aby lidé viděli, jestli přibral, nejspíš na náklady daňových poplatníků. Zvyk se zachovává po staletí, stejná váha se používá už od 19. století. Když je výsledek zjištěn, městský vyvolavač oznámí „A o nic víc!“, pokud starosta na váze nepřibyl, či „A o něco víc!“, pokud ano. Kolik starosta skutečně váží, se nezveřejňuje.

## Sport
Městský fotbalový tým, třetiligový Wycombe Wanderers FC, má pověstného útočníka: je jím údajně nejsilnější profesionální fotbalista na světě Adebayo Akinfenwa.

## Jeskyně
V blízkém bývalém dole na křídu, která se tu používala při výrobě papíru, jsou hojně navštěvované jeskyně Hell Fire Caves.

## Galerie

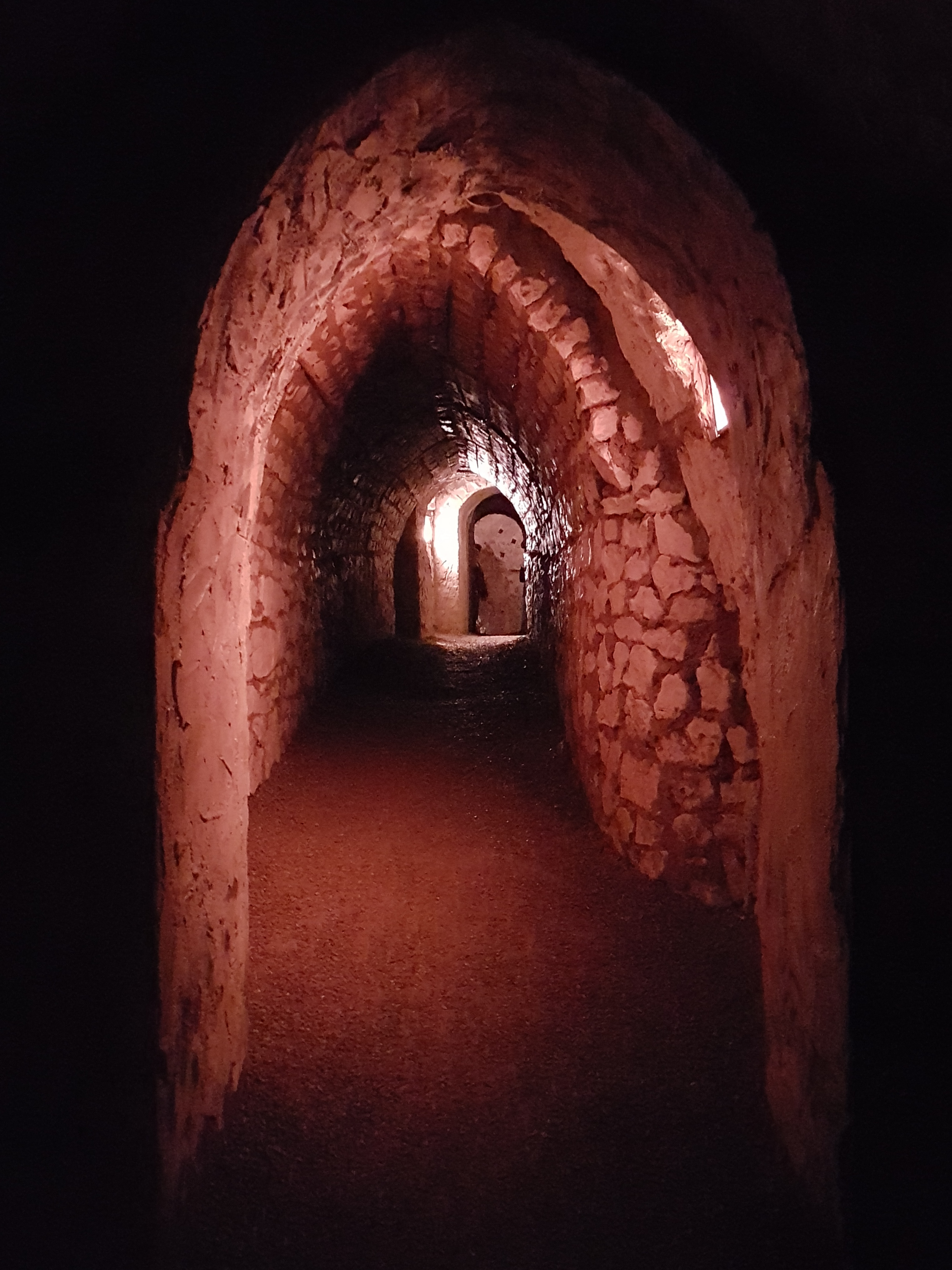
Jeskyně Hell Fire Caves
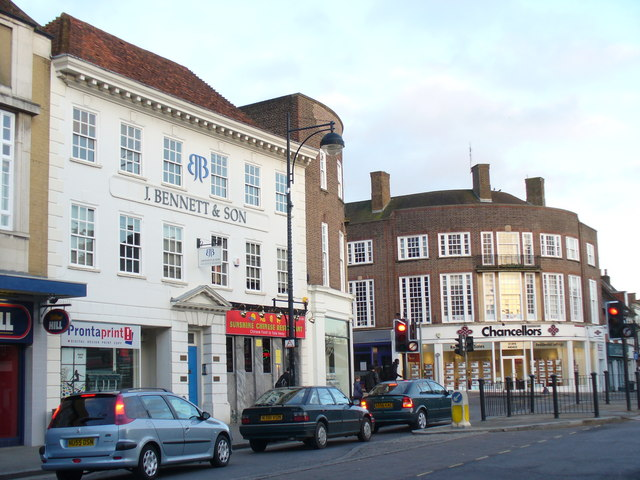
High Street
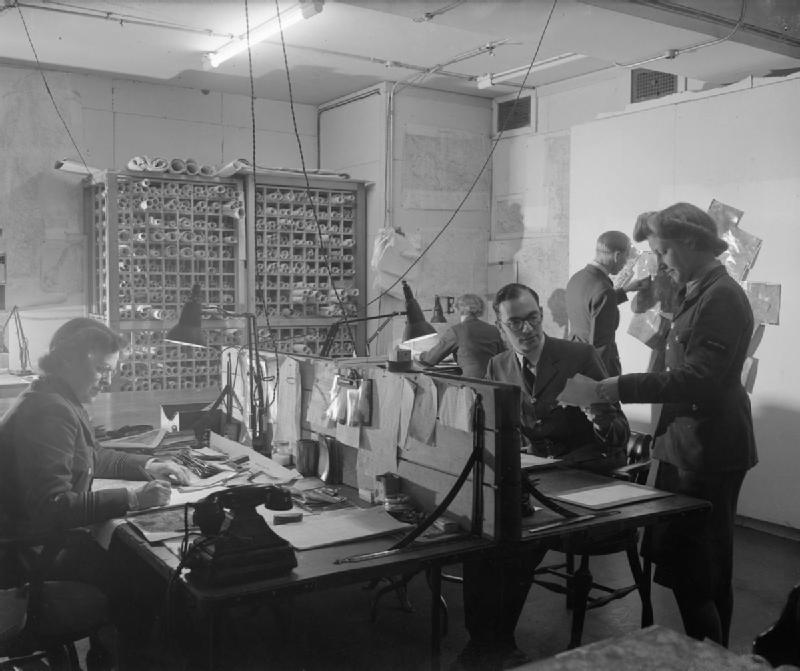
RAF Bomber Command, 1942–1945
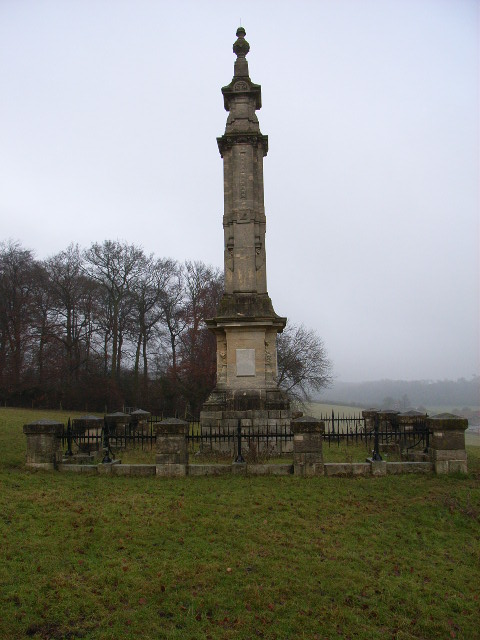
Pomník Benjamina Disraeliho